# 辣妈辣妹
是一部2003年美國奇幻喜劇電影，由潔美·李·寇蒂斯及琳賽·蘿涵主演。《怪誕星期五》系列的第五部電影，電影的故事都基於瑪麗·羅傑斯的1972年同名兒童小說。
該電影的續作《辣媽辣妹2》於2025年上映，寇蒂斯、蘿涵和大部分配角都會回歸。

## 故事剧情
如果发生怪事的话，没有比发生在13号星期五这一天更适合了。——这个故事就是发生在一个诡异的星期五早晨。
单身母亲黛丝·科尔曼和自己15岁的女儿安娜对各种事情的意见都不一致，两人总在斗嘴。母亲不理解女儿的高中生活，女儿也不明白做医生的母亲的责任和她的未婚夫。这天两人又闹起来，并认为对方在生活中的表现让自己很不满意，觉得如果相同的情况让自己来应付，肯定可以轻松搞定，活得漂漂亮亮，而不像现在这样。
这天在唐人街的一家餐馆，在一块神秘的幸运饼干的作用下，在这个奇怪的星期五，妈妈居然跑到了女儿的身体中，而女儿则变成了妈妈的样子。这还不算完，就在这个星期五，黛丝就要婚禮預演，再做新妇了（預演，而安娜是伴娘，在餐館因此起爭執，週六結婚）。她当然不想错过自己的婚礼！而女儿也不想糊里糊涂成了继父的新娘，这太超过她的想象了。安娜在星期五也同樣有一場樂團首次的表演機會。

## 演員
| 演員            | 角色                         |
| --------------- | ---------------------------- |
| 潔美·李·寇蒂斯  | 泰絲·柯爾曼 Tess Coleman     |
| 琳賽·蘿涵       | 安娜·柯爾曼 Anna Coleman     |
| 馬克·漢蒙       | 萊恩 Ryan                    |
| 海爾德·高德     | 柯爾曼外公 Grandpa Coleman   |
| 查德·麥可·莫瑞  | 傑克 Jake                    |
| 瑞恩·馬爾伽里尼 | 哈利·柯爾曼 Harry Coleman    |
| 克莉斯汀娜·維達 | 麥蒂 Maddie                  |
| 海莉·哈德遜     | 佩格 Peg                     |
| 趙家玲          | 佩佩 Pei-Pei                 |
| 宋靜秀          | 佩佩的母親 Pei-Pei's mother  |
| 黛娜·華特斯     | 道蒂·羅伯遜 Dottie Robertson |

## 類似電影
- 《小姐好辣（英语：The Hot Chick）》
- 《玩咖尬宅爸（英语：The Change-Up）》

## 外部連結
- 互联网电影数据库（IMDb）上《Freaky Friday》的资料（英文）
- AllMovie上《Freaky Friday》的资料（英文）
- 爛番茄上《Freaky Friday》的資料（英文）
- Box Office Mojo上《Freaky Friday》的資料（英文）
- Metacritic上《Freaky Friday》的資料（英文）
- Yahoo奇摩電影上《辣妈辣妹》的資料（繁體中文）
- 開眼電影網上《辣妈辣妹》的資料（繁體中文）
- 时光网上《辣妈辣妹》的資料（简体中文）
- 豆瓣电影上《辣妈辣妹》的資料 （简体中文）